# HMS Russell (1901)
Pour les autres navires du même nom, voir HMS Russell.
Le HMS Russell est un cuirassé pré-Dreadnought de classe Duncan de la Royal Navy.

## Histoire
La quille est posée le 11 mars 1899 par Palmers Shipbuilding and Iron Company à Jarrow et lancé le 19 février 1902. Il arrive à Sheerness plus tard le même mois et se rend au Chatham Dockyard pour des essais de montage de vapeur et de canon. La construction du Russell est achevée en février 1903. Au cours de ses essais en mer, on le peint dans le schéma de peinture noir et chamois utilisé pendant la période victorienne, mais après son entrée en service, on le repeint dans le nouveau schéma de peinture gris.
Le Russell est placé le 19 février 1903 pour le service dans la Mediterranean Fleet, dans laquelle il sert jusqu'en avril 1904. Le 7 avril 1904, il est remis en service dans la Home Fleet. Lorsque la Home Fleet devient la Channel Fleet en janvier 1905, il devient une unité de la Channel Fleet. Il est transféré à l'Atlantic Fleet en février 1907. En juillet 1908, le Russell visite le Canada pendant le tricentenaire de Québec, en compagnie de ses sister-ships Albemarle, Duncan et Exmouth. Le 16 juillet, il entre en collision avec le croiseur Venus au large du Québec, mais subit des dommages mineurs.
En 1909, le Russell fait réviser son armement, soit l'installation de nouveaux équipements de déplacement et d'élévation et d'équipement de visée. Il pose des bandes d'identification peintes sur ses entonnoirs. Le 30 juillet 1909, le Russell est transféré à la Mediterranean Fleet. Dans le cadre d'une réorganisation de la flotte du 1er mai 1912, la Mediterranean Fleet devient la 4th Battle Squadron et change sa base de Malte à Gibraltar ; le Russell est transféré dans les eaux territoriales en août 1912. En septembre 1913, le Russell est réduit à un équipage de noyau dans la réserve commandée et affecté à la 6th Battle Squadron, Second Fleet. À partir de décembre 1913, il sert comme navire amiral du 6th Battle Squadron au Nore. Pendant cette période, le navire fait retirer ses filets anti-torpilles.
Les 7 et 8 juillet 1914, le Russell transporte des représentants du gouvernement britannique, dirigés par William Lygon, de Douvres à Guernesey pour assister à l'inauguration d'un monument à Victor Hugo. Des représentants du gouvernement français sont transportés par le croiseur français Dupetit-Thouars.
Lorsque la Première Guerre mondiale commence en août 1914, les plans prévoient à l'origine que le Russell et les cuirassés Agamemnon, Albemarle, Cornwallis, Duncan, Exmouth et Vengeance se combinent dans la 6th Battle Squadron et servent dans la Channel Fleet où l'escadre doit patrouiller et couvrir le mouvement du Corps expéditionnaire britannique vers la France. Cependant, des plans existent également pour que la 6th Battle Squadron soit affectée à la Grand Fleet. Lorsque la guerre commence, le commandant en chef de la Grand Fleet, l'amiral John Jellicoe, demande que le Russell et ses quatre sister-ships survivants de la classe Duncan (Albemarle, Cornwallis, Duncan et Exmouth) soient affectés à la 3rd Battle Squadron pour des missions de patrouille afin de pallier le manque de croiseurs de la Grand Fleet. En conséquence, la 6th Battle Squadron est un temps dissoute. Les Russell, Exmouth et Albemarle sont les seuls navires en état de rejoindre immédiatement Jellicoe, ils partent sans le reste de l'escadron le 5 août. Ils arrivent à Scapa Flow dans la nuit du 7 au 8 août. Les navires travaillent avec les croiseurs de la Grand Fleet sur la Northern Patrol.
Les Russell et ses quatre sœurs de classe Duncan, ainsi que les cuirassés de la classe King Edward VII, sont un temps transférés à la Channel Fleet le 2 novembre 1914 en renfort face à l'activité de la marine allemande dans la zone de la Channel Fleet. Le lendemain, la flotte allemande attaque Yarmouth ; à l'époque, le Russell et le reste de la 3rd Battle Squadron sont dispersés dans la Northern Patrol, et ne sont pas disponibles lors de l'attaque allemande. Le 13 novembre 1914, les navires de la classe King Edward VII retournent dans la Grand Fleet, mais le Russell et les autres Duncan restent dans la Channel Fleet, où ils reconstituent la 6th Battle Squadron le 14 novembre 1914, le Russell servant de vaisseau amiral de l'escadre. L'escadre est basée à l'île de Portland, bien qu'elle soit transféré immédiatement, le 14 novembre, à Douvres. Cependant, en raison d'un manque de défenses anti-sous-marines à Douvres, en particulier après que le filet anti-sous-marin du port est balayé par une tempête, il revient à Portland le 19 novembre 1914.
La 6th Battle Squadron reçoit une mission de bombardement des bases sous-marines allemandes sur la côte belge, le Russell participe au bombardement des installations sous-marines allemandes à Zeebrugge le 23 novembre 1914 en compagnie de l’Exmouth. Les deux navires quittent Portland le 21 novembre accompagnés de huit destroyers, d'un groupe de chalutiers et de deux dirigeables pour observer la chute du tir, bien que les dirigeables ne soient pas arrivés à temps pour l'opération. Les Russell et Exmouth se mettent à 5,5 km du port et bombardent le port, la gare ferroviaire et les défenses côtières. Les deux navires tirent quelque 400 obus au total et observent plusieurs incendies à terre ; des rapports d'observateurs néerlandais indiquent que des dommages importants furent infligés, mais l'attaque n'a que très peu de résultats et décourage la Royal Navy de poursuivre de tels bombardements.
La 6th Battle Squadron retourne à Douvres en décembre 1914 puis est transférée à Sheerness le 30 décembre pour y relever la 5th Battle Squadron en se prémunissant contre une invasion allemande du Royaume-Uni. Entre janvier et mai 1915, la 6th Battle Squadron est dissoute. Les Russell et Albemarle restent avec la Grand Fleet jusqu'en avril ; le 19 avril, ils sont détachés de la base de la flotte de Rosyth pour effectuer des exercices d'entraînement à Scapa Flow. Ils rejoignent la flotte pour une sortie le 21 avril. Le Russell quitte l'escadre en avril 1915 et rejoigne la 3rd Battle Squadron dans la Grand Fleet à Rosyth. Elle subit un carénage à Belfast en octobre et novembre 1915. Au cours de ce carénage, elle reçoit une paire de canons anti-aériens de 3 pouces sur sa plage arrière.
Le 6 novembre 1915, une division de la 3rd Battle Squadron composée des cuirassés Hibernia (navire-amiral), Zealandia, Albemarle et Russell est détachée de la Grand Fleet pour renforcer l'escadre britannique des Dardanelles lors de la bataille des Dardanelles dans la péninsule de Gallipoli. Le Russell est à ce moment-là à Belfast, il rejoint les autres navires alors qu'ils sont en route. L’Albemarle doit faire demi-tour presque immédiatement en raison de gros dégâts causés par les intempéries, mais les autres navires continuent vers la Méditerranée, où le Russell prend ses fonctions aux Dardanelles en décembre 1915, basé à Mudros avec le Hibernia et retenu en soutien. Sa seule action dans la campagne est une participation à l'évacuation du cap Helles du 7 au 9 janvier 1916, il est le dernier cuirassé de l'escadre britannique des Dardanelles à quitter la région.
Après la fin de la campagne des Dardanelles, le Russell reste en Méditerranée orientale. Ul quitte Malte tôt le matin du 27 avril 1916 lorsqu'il heurte deux mines navales posées par le sous-marin allemand U-73. Un incendie se déclare dans la partie arrière du navire et l'ordre d'abandonner le navire est posé ; après une explosion près de la tourelle arrière, il prend une gîte dangereuse. Cependant, il coule lentement, permettant à la plupart de son équipage de s'échapper et d'être récupéré par le Harrier et deux chalutiers. Un total de 27 officiers et 98 matelots meurent.
Selon l'historien naval R. A. Burt, une subdivision interne insuffisante, qui limite la capacité de l'équipage à contrer les inondations pour compenser les dommages sous-marins, contribue de manière significative à la perte du Russell.
L'épave est examinée pour la première fois en 2003 par une équipe de plongée britannique ; le navire se trouve à une profondeur de 115 m à 6 km de la péninsule de Delimara. Sa poupe fut emportée par la mine.